# Ohaba, Alba
Ohaba (în maghiară Székásszabadja, în germană Neudorf) este satul de reședință al comunei cu același nume din județul Alba, Transilvania, România.

## Așezare
Ohaba este situată în bazinul hidrografic al Mureșului, în subbazinul Târnavelor, la est  sud-est de Alba Iulia sau nord - estul podișului Secașelor, la o distanță față de resedința de județ de 25 km pe ruta Ohaba - Berghin - Alba Iulia și de 40 km pe ruta ocolitoare Ohaba - Secășel - Colibi - Berghin - Alba-Iulia sau ruta Ohaba - Vingard - Ghirbom - Berghin - Alba Iulia.

## Relieful
Trepte și forme de relief: În Podișul Târnavelor se află situat Podișul Secașelor în sud - vestul Dealurilor Târnavei Mici, fiind recunoscută drept diviziunea cea mai coborată și unitară.
Aparent teritoriul localității Ohaba dispune de un relief monoton, dar numeroasele dealuri puțin înalte și mai puțin adânci cu elementele constructive - culmi, poduri, versanți, ravene, ogase, șesuri, terase, lunci, albii și mlaștini impun recunoașterea diversității acestui relief colinar, de podiș la mica înălțime, dar nu oferă o amplitudine șocantă.
Localitatea Ohaba este un sat de deal fiind înconjurat de mai multe dealuri (Cop, Bucin, Viilor, Stoina, Vârtoape, Rotundu, Poderei, Gorgane, Răzoare etc. și au în general formă de domuri ceea ce presupune existența în interiorul acestora a diferitelor bogății. Dealurile nu au pante abrupte ceea ce permite cultivarea acestora pe toată suprafața cu cereale și plante, pomi fructiferi sau viță de vie.
Pe teritoriul așezării există și suprafețe plane de teren, numite șesuri, prelungiri ale dealurilor, cum ar fi: șesul Ohabei, șesul Mic și șesul Mare al Secașelului, șesul Berghinului, șesul Bucinului sau șesul Mihalțului. Aceste culmi aparțin unui singur nivel general și abia în sudul localității, spre Vingard apare al doilea nivel de netezire.
În analiza potențialului reliefului localității se disting:
- Dealurile Ohabei, în cea mai mare parte, iar în nord o mică suprafață a prelungirii Dealurilor Cergăului Mare
- Luncile din valea  Secașului Mic cu văile afluenților săi.

Forme bizare de relief. Dealul Vartoape cu alunecări de teren, cele doua vârfuri Crăiasa Mică și Crăiasa Mare, mici vulcani noroioși pe Secaș și Roghina.

## Climă
În Ohaba clima este temperat - continentală. Complexul condițiilor fizico - geografice ale așezării nu constituie numai suportul proceselor și fenomenelor meteorologice ci și un factor climatogen deosebit de important. Fiecare dintre elementele lui (relief, vegetație, apele și solurile) acționează în modul său specific, conducând la particularizarea climei teritoriului în raport cu regiunile înconjurătoare, dar și la apariția unor diferențieri tipoclimatice și microclimatice evidente. Precipitațiile medii anuale se află între 600-700 mm / mp/an și sunt neregulate și neuniforme în cursul anului.
Temperatura medie: temperaturi medii anuale între anii 1896 - 1996 a fost de 9.2 grade, în timp ce amplitudinea anuală a temperaturilor medii zilnice este de 24.8 grade C. 
Variația de la o zi la alta a temperaturilor medii zilnice se situează între 1.5 și 3 grade C, fiind mai mare iarna și mai mică vara. Distribuția spațială a mediilor minimelor și mediilor maximelor zilnice deosebindu-se numai prin ordinul de mărime al valorilor termice concrete.

## Hidrografia
Rețeaua hidrografică este simplă; în partea de nord a localității se află Secașul Mic - râul colector; pe dreapta Secașului mici torenți proveniți de pe dealul Vârtoape cu prelungire spre Colibi, pe stânga pârâurile au dezvoltare:
- Valea mare și Mică,
- V. Ghibartului,
- V. Magheratului,
- V. Bunesii,
- V.Bolanzii,
- V.Ghiezuinii,
- V.Rotunda,
- Pârâul Gales,
- P.Chipului,
- P.Roghina,
- P.Zapodea Mare și Mică
- P. Dosului afluent al Văii Tiurului cu vărsare în Târnavă;
- Valea Razoarelor colectează V. Jutarilor și se varsă în râul Crăciunel.

În afară de R.Secaș, V.Mare, Mică și Ghibartului celelalte au scurgeri temporare. Majoritatea apelor își au izvoarele în apropierea satului cu excepția Secașului Mic care își are izvoarele în teritoriul satului Broșteni din județul Sibiu. Alimentarea lor este nivală și fluvială. Climatul de deal este bine conturat și își păstrează calitățile celui de crutare.

## Râuri
Secașul Mic își are izvoarele în teritoriul satelor Armeni și Broșteni, cursul său fiind de 37 Km, iar suprafața bazinului hidrografic de 356 Km. În teritoriul comunei Ohaba are un curs de 7.5 Km lungime, direcția sa este spre nord-vest, iar panta este domoală: la intrare în Ohaba 272 m, iar la ieșire pe teritoriul satului Colibi 249 m. Debitul mediu de vărsare a Secașului Mic 0.554 mc/s. Bilanțul hidric la stația hidrometrică Colibi arată că debitul Secașului Mic este de 0.489mc/s.

## Scurt istoric
Documentar, Ohaba este amintită pentru prima dată în anul 1372 în acte de donație, dar istoricul Silviu Dragomir (1888 - 1962) susține că acest nume a fost dat satului și comunei înainte de cucerirea acestei părți a Transilvaniei de  către feudalii unguri (sec. al XI-lea, anul 1085), provine din limba slavă nordică de la cuvântul "ohabinu", iar în Dicționarul limbii române moderne este explicat ca reprezentând o proprietate ce nu poate fi înstrăinată. Date mai importante s-au transmis despre Ohaba în anul 1839 în Lexiconul transilvănean în care se spune " ….. satul Ohaba este locuit numai de români … motiv pentru care i-a atras obligații în plus față de alte sate și comune care aveau și populație de alte naționalități, dupa cum reiese dintr-un registru de impozite și taxe. Acest registru era "al quinquaresimei" impozit plătit doar de satele românești și se mai numea "valahorum sau quinquaresima olachais". Cuvântul "Ohaba" mai înseamnă scutire, exemptio, immuntas și ca formulă atât de des folosită în documentele slave " da estj na ohabu "sau" da imsutj ohabu" înseamnă: să-i fie scutire sau să le fie spre scutire, iar dacă găsim această formulă într-un hrisov de donație, atunci noua proprietate era scutită de dajdiile către domn și avea să treacă de la tată la fiu, cu tot privilegiul ei, dacă mai era și ocina.
Alt document  ce prezintă un aspect mai amplu al comunei este "fondul de conscripții de impozite militare" al comunei Ohaba Comitatul Alba Inferioara în care este reprodusă situația centralizatoare pe anii 1818, 1830 și 1848, precum și situația pe categorii sociale și a fiecărei familii. De menționat faptul că apar și tărani liberi, dar din ce în ce mai puțini, iar după 1823 dispar fiind trecuți la iobagi. Viața oamenilor din comună se înrăutățește pe măsură ce ne apropiem de anul revoluției 1848, obligațiile fiind plătite atât în natură cât și în bani.

## Infrastructură
Pe raza teritorială a localității nu există transport feroviar. Cele mai apropiate stații CFR de comună se află la 20 km Cunța și 22 km Blaj. Transportul direct al localității Ohaba este cel rutier.
Cel mai apropiat drum național este DN 1 (E81) Sibiu - Sebeș - Alba Iulia - Cluj Napoca și se poate ajunge prin:
- Ohaba - Vingard - Cunța,
- Ohaba - Daia Română - Sebeș,
- Ohaba - Berghin - Alba Iulia,
- Ohaba - Colibi - Mihalț - Teiuș,
- Ohaba - Roșia de Secaș - Ocna Sibiului - Sibiu.

Drumuri județene -12.5 km:
- Ohaba - Vingard,
- Ohaba - Secășel,
- Secășel - Colibi,
- Colibi - Berghin,
- Secășel - Tău - Roșia de Secaș.

Drumuri comunale - 9 km DC 205: Berghin - Ohaba - Magherat, pregătit pentru asfaltare în primăvara 2008 și a fi trecut în cartegoria drumuri județene - proiect pentru Ohaba - Tău - Roșia de Secaș.

## Edificii culturale
La Ohaba există un muzeu în curtea bisericii de jos, bine organizat și bine întreținut, unde sunt expuse  diverse obiecte și țesături populare, port popular expus pe manechini - cupluri de tineri și bătrâni, fotografii vechi și noi, iar cea mai de preț este colecția de carte veche, manuscrise, pe teme de religie, organizat prin grija PS. Dr. Ioan Mihălțan. În localitate, funcționează un cămin cultural, iar în una din sălile de clasă din clădirea școlii, biblioteca comunală, cu peste 10.000 de volume.
Biserica Ortodoxă Română Ohaba, construită în anul 1926 din daniile credincioșilor și prin purtarea de grijă a vrednicului preot Eugen Imbarus. A fost înfrumusețată cu pictură și iconostas între anii 1989-1990 cu ajutorul P.S. Ioan Episcopul Oradei "fiul satului", fiind preot Vasile Mihălțan.
Lângă biserică se află un monument al eroilor satului nostru, căzuți în primul și al doilea război mondial, ridicat în anul 1977. În curtea Bisericii se mai află un Muzeu Parohial, care cuprinde costume de port popular, carte veche și o stelă funerară din sec. II, muzeul a fost construit în anul 1983.

## Sărbători locale
- "Fii Satului"